# Diletta Carli
Diletta Carli, född 7 maj 1996, är en italiensk simmare. 
Carli tävlade vid olympiska sommarspelen 2012 i London, där hon var en del av Italiens lag som slutade på sjunde plats på 4 x 200 meter frisim. Vid olympiska sommarspelen 2016 i Rio de Janeiro blev Carli utslagen i försöksheatet på 400 meter frisim.
Vid Europamästerskapen i simsport 2012 var Carli en del av Italiens lag som tog guld på 4 x 200 meter frisim.